# Pečenjevce
Pečenjevce, auch Pečenjevac, ist ein Dorf in Serbien mit etwa 1500 Einwohnern (Stand 2011), etwa 13 km vom Gemeindeverwaltungssitz Leskovac entfernt im serbischen Bezirk Jablanica.
Pečenjevce ist der Geburtsort des serbischen Folksängers Toma Zdravković. Sein Haus ist eine Touristenattraktion und wird oft besichtigt.
Der Name Pečenjevce kommt aus dem Osmanischen. Die Osmanen haben die Gegend um 1740 entdeckt.